# Alexander Volz

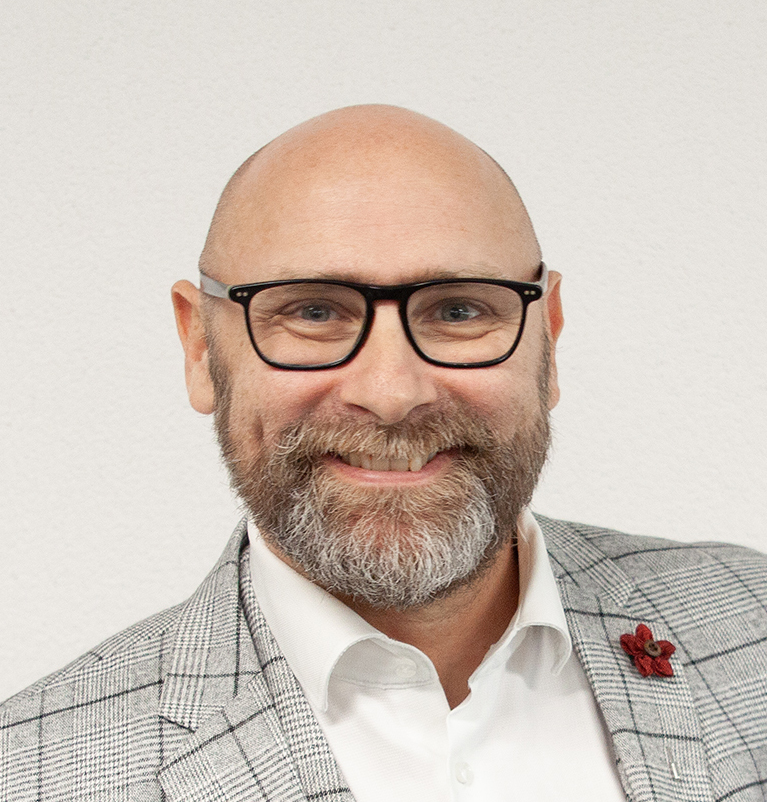
Alex Volz, Oktober 2024

Alexander Volz (* 21. Februar 1971 in Itzehoe) ist ein deutscher Jugendbuchautor und Kommunikationsstratege.

## Leben
Volz verbrachte seine Kindheit und Jugend in der norddeutschen Hafenstadt Glückstadt. Nach seinem Abitur am Emilie-Wüstenfeld-Gymnasium und dem Studium der Wirtschaftswissenschaften in Hamburg spezialisierte er sich auf die Bereiche Markenführung und Sonderwerbeformen. In leitenden Funktionen in Unternehmen und Werbeagenturen entwickelte er Strategien und preisgekrönte Kommunikationskonzepte für diverse  Marken. Er ist fünffacher Vater und in zweiter Ehe mit der Schweizerin Esther Volz verheiratet. Mit ihr und den beiden gemeinsamen Kindern lebt er in der Schweiz, am Thunersee.

## Autor und Speaker
Als Kinder- und Jugendbuchautor schreibt Volz die Fantasy-Buchreihe „Rustico Vecchio“ samt den Spin-Offs „Kobolde unterm Dach“ und „Kofferabenteuer“. Neben der Buchreihe schrieb Volz auch die in der Schweiz weitverbreiteten Geschichten/Hörspiele der «Migroswichtel», «StoryMania» und «SpinMania», die durch den Schweizer Detailhändler Migros vertrieben werden. Ausserdem verfasst Volz gemeinsam mit seiner Frau, der Lerntherapeutin Esther Volz, den SPICK-Blog «Für eine starke Familie».
Volz ist Keynote-Speaker zum Thema «werthaltiges Storytelling für Kinder und Jugendliche», gibt zum Thema «Schreiben was gelesen wird» Workshops für Führungspersonen, Unternehmen sowie Schulklassen und schreibt als Ghostwriter Reden für CEOs. Als Chefredaktor beim Schweizer KünzlerBachmann Verlag verantwortet Volz diverse Kinderpublikationen.

## Werkliste
- Kofferabenteuer Band 01 – Der Koffermachermeister. 2024, Hörbuch[2]
- Migroswichtel. 2024, 6 Hörspiele
- Mein geheimes Mutbuch. 2024, Kinderbuch für chronisch kranke Kinder[3]
- SpinMania. 2023, 5 Hörspiele[4]
- SPICK Blog – Für eine starke Familie. Seit 2023, Blog für Mütter und Väter[5]
- Nature Detectives. 2021, Kinderbuch
- Animal Planet Mania. 2019, Kinderbuch
- Migroswichtel. 2017, 8 Hörspiele
- StoryMania. 2017, 11 Hörspiele[6]
- Kobolde unterm Dach. Seit 2016, monatliche Vorlesegeschichten im Kindermagazin MiniSPICK[7]
- Rustico Vecchio Band II – Malins Elixier. 2015, Jugendbuch und Hörbuch[8], ISBN 978-3033049956
- Rustico Vecchio Band I – Das Erbe Andrins. 2013, Jugendbuch und Hörbuch[9], ISBN 978-3033047341